# Arkadiusz Radomski
Arkadiusz Radomski (Gniezno, 1977. június 27. –) lengyel válogatott labdarúgó.
A lengyel válogatott tagjaként részt vett a 2006-os világbajnokságon.

## Sikerei, díjai
Austria Wien
- Osztrák bajnok (1): 2005–06
- Osztrák kupa (2): 2005–06, 2006–07